# Genocidio cultural en los Estados Unidos
El genocidio cultural en los Estados Unidos se ha manifestado a través de la desintegración física y cultural de los pueblos indígenas al obligarlos a asistir a internados, junto con la discriminación en su contra mediante el uso instrumental de la ley. El genocidio cultural comprende el desmantelamiento de una cultura y la desocialización de un pueblo. 

## Contra los indígenas
En referencia al colonialismo en los Estados Unidos, Raphael Lemkin afirmó que «la esclavitud colonial de los indios americanos fue un genocidio cultural». También afirmó que el colonialismo en los Estados Unidos, en el contexto de la colonización europea de América, comprendía un «método eficaz y completo para destruir una cultura y desocializar a los seres humanos». Lemkin hizo una distinción entre «cambio cultural y genocidio cultural». Definió el primero como un proceso lento y gradual de transición a nuevas situaciones, y vio al segundo como el resultado de un cambio radical y violento que necesitaba «el objetivo premeditado de quienes cometen genocidio cultural». Lemkin creía que el genocidio cultural ocurre solo cuando hay «operaciones quirúrgicas en culturas y asesinatos deliberados de civilizaciones».
Según Vincent Schilling, quien habló con BBC Trending, muchas personas están al tanto de las atrocidades históricas que se cometieron contra su pueblo, pero existe «una gran cantidad de malentendidos sobre la historia de los pueblos nativos estadounidenses y las Naciones Originarias». Agregó que los nativos estadounidenses también han sufrido un «genocidio cultural» debido a los efectos residuales de la colonización.

### Derecho y genocidio cultural
La experiencia de los indígenas estadounidenses en América del Norte se define como una desintegración física y cultural. Ese hecho se vuelve claro cuando uno examina cómo la ley y el colonialismo fueron usados como herramientas de genocidio, tanto física como culturalmente. Según Luana Ross, la suposición de que la ley (una construcción euro-estadounidense) y su administración tienen prejuicios contra grupos particulares de individuos es fundamental para comprender la criminalidad de los nativos estadounidenses y las experiencias de los nativos encarcelados. Por ejemplo, en Georgia, la ley de 1789 permitió la masacre indiscriminada de indígenas creeks al proclamarlos fuera de la protección del estado. Aparte de la aniquilación física, el Estado promovió la aculturación mediante la introducción de legislación que limita los derechos sobre la tierra a los indígenas que habían abandonado la ciudadanía tribal.
A lo largo de la redacción de la Convención sobre el Genocidio, Estados Unidos se opuso rotundamente a la adición del genocidio cultural, incluso amenazando con bloquear la aprobación del tratado si el genocidio cultural se incluía en el texto final.

### Internados
Según Schilling, todavía hay un gran número de nativos adultos que han sido separados por la fuerza de sus familias y enviados a escuelas residenciales nativas, donde fueron golpeados por hablar sus idiomas nativos, agredidos sexualmente por funcionarios escolares o dejados morir en los casos en que contrajeran enfermedades. A lo largo de los siglos XIX y XX, Estados Unidos tuvo aproximadamente 350 internados para indígenas financiados por el gobierno y, con frecuencia, administrados por la iglesia.
Según el Departamento del Interior de los Estados Unidos, los internados indígenas estaban destinados a «asimilar culturalmente a los niños indígenas» a través del retiro forzoso de sus familias y comunidades y su colocación en «instalaciones residenciales remotas donde sus identidades, idiomas, indígenas americanos, nativos de Alaska y nativos de Hawái y creencias» serían suprimidos. Cientos de miles de niños indígenas han sido sacados de sus comunidades durante más de 150 años. Entre 1869 y la década de 1970, cientos de miles de niños indígenas «pasaron o murieron» en estas escuelas hasta que la Ley de Bienestar Infantil Indígena de 1978 otorgó a los padres nativos americanos la capacidad legal de oponerse a la inscripción de sus hijos en estas instituciones.
La separación de los niños de sus familias con el objetivo de «destruir la identidad de un grupo», parcial o totalmente, se incluye específicamente en la definición de genocidio de la Convención sobre el Genocidio de 1948. Las metas asimilacionistas de los internados eran explícitamente genocidas en la medida en que estas escuelas fueron diseñadas intencionalmente para «matar al indio, salvar al hombre».